# Macrostylis sarsi
Macrostylis sarsi is een pissebed uit de familie Macrostylidae. De wetenschappelijke naam van de soort is voor het eerst geldig gepubliceerd in 1992 door Brandt.